# 大石晃子
大石晃子（日语：大石あきこ、1977年5月27日—）是一位日本政治家。令和新选组所属的众议院议员（第一届），该党政策审议会长。原大阪府职员。在政治活动中，名字标记为平假名“あきこ”。

## 经历
大阪府大阪市出身。毕业于大阪市立盐草小学、大阪府立北野高等学校、大阪大学工学部。大阪大学大学院工学研究科环境工学专业硕士。硕士论文为《关于促进区域循环形成循环型产业开发事业规划的调查研究》。2002年，进入大阪府厅。
在2008年1月27日举行的大阪府知事选举中，桥下彻在自民党的推荐下首次当选，3月13日桥下以“30岁以下的约330名年轻职员”为对象，举行了第一次早会。在致辞中，桥下表示，当初虽然提议了上班前的早会，但府干部指出“上班前的早会是加班”，并向职员说“那么应该减少所有工作中的抽烟休息和闲聊时间”。对此，大石站起来抗议说：“你知道（我们）在无偿加班多少吗？你话说得漂亮，但你说的是破坏职员团结的话”。这件事在大型报纸上被报道，在电视上被放送，一时成为话题。
2018年10月末从大阪府厅辞退。辞职的理由是：“在平成30年台风第21号造成大阪府咲洲政府大楼遭受破坏的2天后，府知事松井一郎优先考虑日本维新会的党务，为了支持冲绳县知事的选举而离开了大阪”。
2019年4月，在大阪府议会议员选举中，作为淀川区选举区无党派（社会民主党、新社会党推荐）候选人的身份参选，但落选。
2020年2月21日，令和新选组代表山本太郎表示，为了下一届众议院选举，将在大阪5区拥立大石。在2021年10月31日举行的第49届众议院议员总选举中，在大阪5区以令和新选组公认候选人的身份参加了竞选。在小选举区，仅次于公明党的国重彻、日本共产党的宫本岳志，得票率排列第3，但在重复参选的比例近畿地区，在28个议席中排名最后的第28位，令和新选组为此获得了1议席，在名单排名第一的5人中，惜败率最高的大石也确保了议席，首次当选。隶属于众议院预算委员会。
2022年3月，原大阪府知事桥下彻提起诉讼，要求大石和发行方“日刊现代”赔偿共计300万日元的损失。诉讼的内容是，在2021年12月17日的《日刊ゲンダイDIGITAL》以及晚报《日刊ゲンダイ》的刊登报道中，大石发言称，“原知事桥下对不喜欢的媒体进行抨击，对不喜欢的记者进行围攻”、“用糖和鞭子对媒体施加DV（家庭暴力），迫使他们服从。”等，因此让桥下彻的社会评价下降了很多。
2022年6月1日的众议院预算委员会上，对于不肯降低消费税的岸田文雄，出示了鬼面具和被绳子牵着的狗的照片，当面指责岸田文雄首相是“资本家的狗，财务省的狗”，“不能搞错主人，日本首相本来的主人必须是日本国民”。众议院预算委员长提醒她注意措辞，但后来大石在自己的推特上再次发表了同样的言辞，并得到了不少赞同。

## 政策主张

### 宪法
- 关于“修改宪法”，在2021年每日新闻社的问卷调查中回答“反对”[14]。

- 关于“宪法第9条的修改”，在2021年每日新闻社的问卷调查中回答“反对修改”[14]。

- 关于“明确自卫队在第9条的存在”，在同年NHK的问卷调查中回答“反对”[15]。

- 关于“修改宪法并设置紧急事态条款”，在2021年每日新闻社的问卷调查中回答“反对”[14]。

### 外交、安全保障
- 关于“在预想到来自其他国家攻击的情况下，应该毫不犹豫的攻击敌方基地”的问题，在2021年的问卷调查中回答“反对”[16]。

- 关于“对北朝鲜应该优先考虑施加压力而不是对话”的问题，在2021年的问卷调查中回答“反对[16]”

- 关于“普天间基地的边野古移建”，在2021年的问卷调查中回答“反对”[16]。

- 关于“加强与美国的同盟关系”，在2021年的问卷调查中回答“反对”[17]。

### 性别
- 关于“引入选择性夫妇别姓制度”，在2021年的问卷调查中回答“赞成”[16]。

- 关于“允许同性婚姻的法律修改”，在2021年的问卷调查中回答“赞成”[17]。

- 关于“是否应该尽早通过围绕LGBT等性少数群体的理解增进法案”的问题，在2021年的问卷调查中回答“赞成”[16]。

- 关于“导入配额制度”，在2021年每日新闻社的问卷调查中回答“赞成”[14]。

### 经济、雇佣、教育等
- 主张废止消费税[18]。

- 主张汽油税归零[19]。

- 主张通过国家经费的投入，减轻社会保险费用的负担[18]。

- 主张废止核电站[18]。

- 完善治水·灾害对策，建设隔热性能高的公共住宅，增加绿色再生能源等公共事业[18]。

- 提出“稳定雇佣1000万人”，“为有需要的人提供稳定的就业保障”[18]。

- 主张护理·保育工作者全体人员的月薪提高10万日元[18]。

- 提出“儿童津贴要翻倍，实现每人3万日元的儿童津贴”[18]。

- 停止学校合并和废除，大幅增加教师人数，实现20人以下的小班制方案[18]。

- 关于“高中、大学的免费教育和取消收入限制”，在2021年的问卷调查中回答“赞成”[20]。
- 关于受新冠影响的产业扶持，应积极提供补助金等政府支援，以维持其事业[17]。